# اندیس سرب سنگویی
سرب سنگویی یک اندیس فلزی است که در حوالی شهر کلاته استان سمنان قرار دارد و مادهٔ معدنی موجود در آن، سرب است.  